# هورست-گونتر گرگور
هورست-گونتر گرگور (به انگلیسی: Horst-Günter Gregor) (زادهٔ ۲۴ ژوئیه ۱۹۳۸) شناگر اهل لهستان است.